# 凤凰路 (珠海)
凤凰路（Fenghuang Rd）是珠海市香洲区一条贯穿南北的城市主干道。全路分北、南两段，南起海滨北路，北接梅华路交界。全路长约2.38公里、宽24米，设置双向6车道。

## 凤凰南路
凤凰南路建成于1980年代，道路长度1058米。两侧建筑主要有珠海大会堂、珠海书城湾仔沙店、湾仔沙电脑城、海城电脑城、香洲区第五小学、扬名广场、香洲百货等。

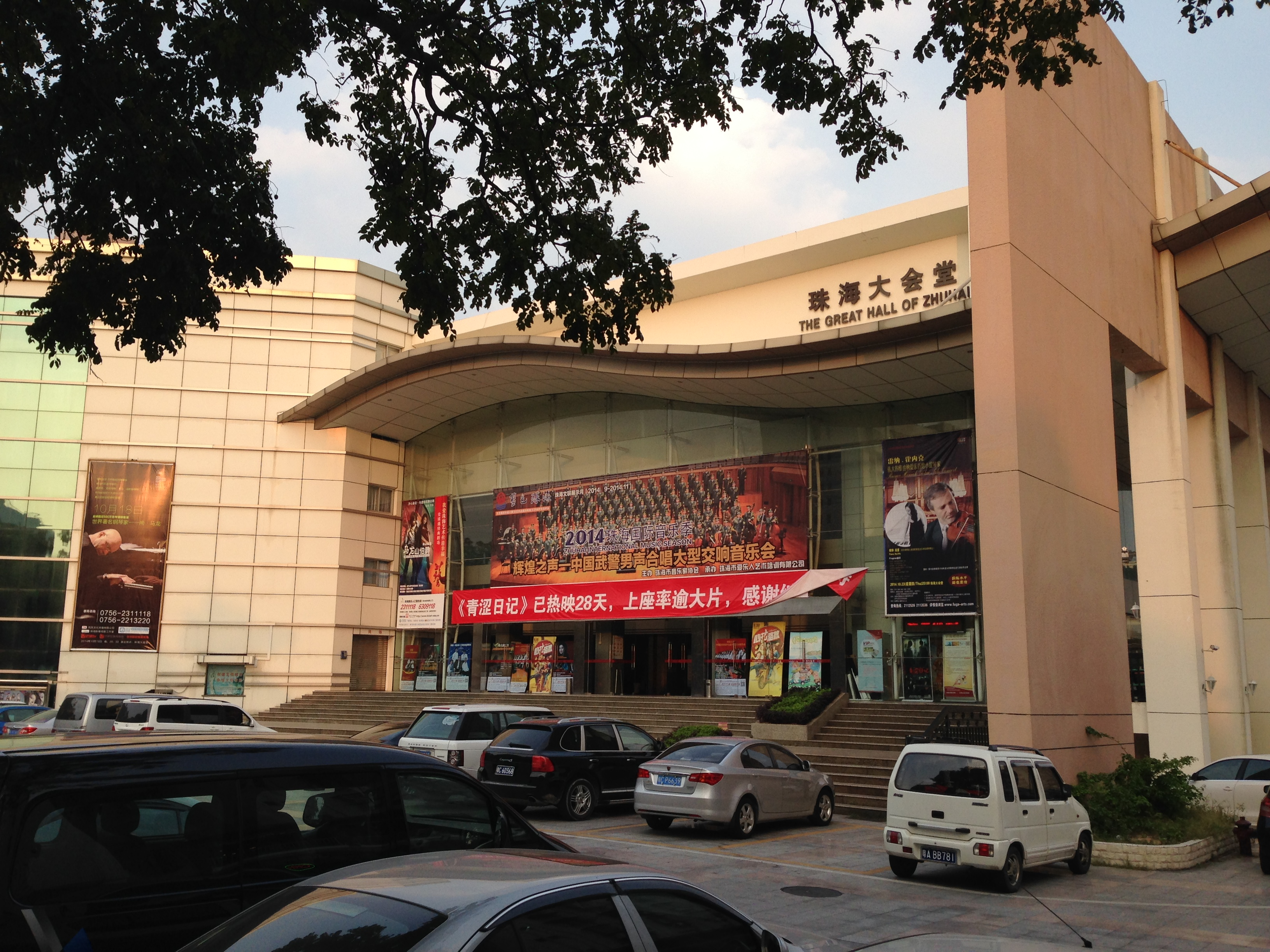
珠海大会堂
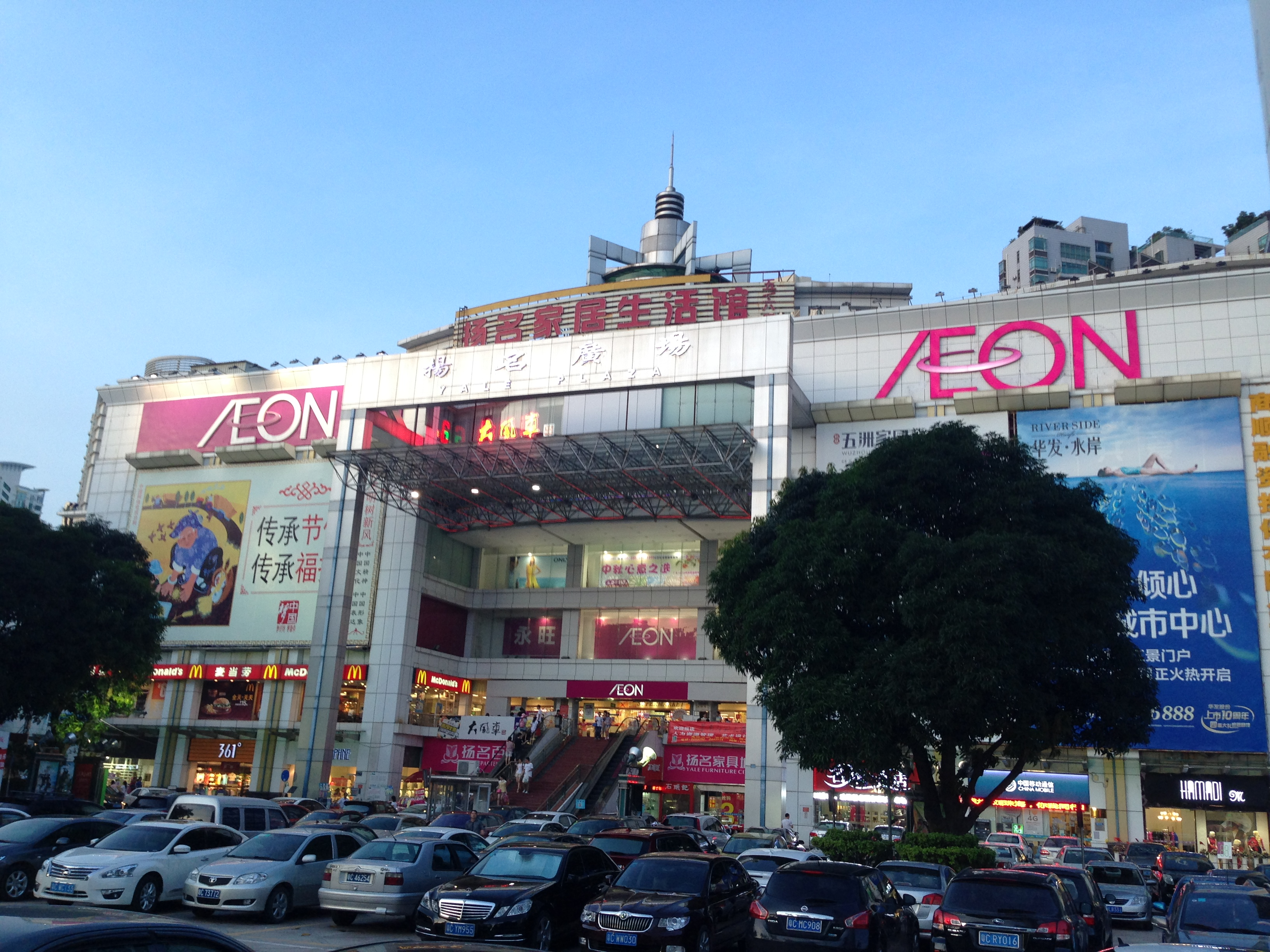
扬名广场

凤凰南路珠海大会堂至扬名广场路段曾于2013年铺设沥青路面，以配合马拉松赛事。

### 与之交汇街道
- 道路顺序由南往北排列，粗体字为主干道
- 东风路
- 海燕路
- 康宁路
- 先烈路
- 朝阳路

## 凤凰北路
凤凰北路建成于1980年代，道路长度1322米。两侧建筑主要有丹田百货、香洲区第一小学、珠海市紫荆中学、邮政大厦、凤凰花园等。
凤凰北路北侧有一座凤凰桥，建成于1982年，是通往梅华路片区的主要桥梁。2012年曾进行大修。

### 与之交汇街道
- 道路顺序由南往北排列，粗体字为主干道
- 乐园路
- 翠香路
- 华海路
- 沿河东路
- 梅华东路